# Svarten, Dalarna
Svarten är en sjö i Falu kommun i Dalarna och ingår i Gavleåns huvudavrinningsområde. Sjön har en area på 2,22 kvadratkilometer och ligger 292 meter över havet.

## Delavrinningsområde
Svarten ingår i det delavrinningsområde (675530-151391) som SMHI kallar för Utloppet av Svarten. Medelhöjden är 321 meter över havet och ytan är 8,09 kvadratkilometer. Räknas de 20 avrinningsområdena uppströms in blir den ackumulerade arean 144,1 kvadratkilometer. Avrinningsområdets utflöde Gavleån mynnar i havet. Avrinningsområdet består mestadels av skog (61 procent). Avrinningsområdet har 2,22 kvadratkilometer vattenytor vilket ger det en sjöprocent på 27,4 procent.